# Muhammad bin Hasan al-Baghdadi
Muhammad bin al-Ḥasan bin Muhammad bin al-Karim al-Baghdadi, di solito chiamato al-Baghdadi (in arabo محمد بن حسن البغدادي‎?; ... – 1239), è stato uno scrittore arabo.
Esso viene ricordato per essere stato il compilatore di uno fra i primi libri di cucina in arabo del periodo Abbaside, كتاب الطبيخ Kitāb aṭ-ṭabīḫ ("Il libro della cucina"), scritto nel 1226. Il libro originale conteneva 160 ricette e 260 furono aggiunte in seguito.

## Manoscritti e traduzioni turche
L'unico manoscritto originale del libro di Al-Baghdadi sopravvive presso la Biblioteca Süleymaniye di Istanbul, in Turchia; secondo Charles Perry, "per secoli è stato il libro di cucina preferito dai turchi". Ulteriori ricette furono aggiunte all'originale da compilatori turchi in una data sconosciuta e ribattezzate come Kitâbü’l-Vasfi’l-Et'ime el-Mu´tâde; due delle tre copie conosciute si trovano nella Biblioteca del Palazzo di Topkapı. Alla fine, Muhammad ibn Mahmud al-Shirwani, il medico di Murad II, preparò una traduzione turca del libro con l'aggiunta di circa 70 ricette contemporanee. Questa traduzione è stata pubblicata in turco moderno nel 2005, mentre una moderna traduzione turca del libro originale (co-edito da Charles Perry) è stata pubblicata nel 2009.